# Cala es Morts
Cala es Morts està situada a l'illa de Menorca al nord del municipi de Ciutadella de Menorca.
És un racó costaner. La seva veïna Cala Pous són les úniques cales localitzades als voltants de Punta Nati. Els penya-segats abruptes i agrestes que els custodien les fan gairebé inaccessibles. Aquest fet explica que aquest tram de litoral registri una afluència baixa de banyistes turistes. El 1910 el vaixell francès «Général Chanzy» hi va naufragar i van morir 200 persones, el que va donar el nom a la cala.
Les condicions marines i subaquàtiques són aptes per al fondeig d'embarcacions i la pràctica de busseig amb botelles. Aquesta màniga de mar presenta bastant de fons i un penyal a la part occidental de la seva bocana.
Aquest entrant de mar aïllat i verge es caracteritza per tenir forma de U. A aquesta platja es pot arribar en barca, també és una platja verge. Se l'ha proposada com a microreserva de flora com és l'única localitat a Menorca on es troba l'aristolòquia de Bianor (Aristolochia bianorii).